# دره کول خرسان
دره کول خرسان، دره ارواح که به زبان محلی به آن کول خرسون گفته می‌شود در ۳۵ کیلومتری شمال دزفول در مسیر شهیون و در همسایگی روستای پاقلعه و بیشه‌بزان قرار دارد این دره مسیر باریکی از میان دیواره‌های طبیعی بلند است چشمه‌های فراوانی از آن جاعبور میکند این مسیر پوشیده از نیزار و درختان بید است.
برای رسیدن به کول خرسان ۲۵ کیلومتر باید پیاده‌روی کرد و از ابتدای دره تا انتهای آن نیز ۱۰ کیلومتر است و در انتها به رودخانه دز منتهی می‌شود.
دره چال کندی معروف به گودال مرگ نیز در نزدیکی این دره قرار دارد که تا کنون باعث مرگ و آسیب به تعدادی شده است.
کول‌خرسان با دیواره‌هایی بیش از ۲۰۰ متر از دو سه احاطه شده است و بیشتر مسیر این تنگه باریک است که دو نفر کنار هم نمی‌توانند حرکت کنند، با توجه به خطراتی که این دره دارد توصیه می‌شود که با تجهیزات کامل و گردشگران ماهر به این مکان سفر شود. 
جواد قارایی در سال ۱۳۹۲ یکی از قسمت‌های فصل دوم مستند ایرانگرد را به دره کول خرسون سفر کرد و به معرفی این دره پرداخت که باعث شناخته‌شدن بیشتر این مکان شد.

## جغرافیا
دره ارواح، تنگه ارواح یا کول خرسون، دره‌ای شگفت‌انگیز و حیرت‌آور در استان خوزستان است که در ۳۵٫۵ کیلومتری شمال دزفول (۴۵ دقیقه) قرار دارد. این دره که از دیدنیهای استان خوستان محسوب می‌شود، در مسیر شهبون واقع شده و مسیر باریکی از میان دیواره‌های طبیعی بلند است. چشمه‌های فراوانی از دره ارواح عبور می‌کنند و مسیر آن پوشیده از نیزار و درختان بید است.
دره ارواح به مختصات E۴۸۳۰۹۷۵ و N۳۲ ۳۵۳۳۴ و ارتفاع حدود ۳۶۰ متر از سطح دریا قرار دارد و بخشی از رشته کوه‌های زاگرس به شمار می‌آید. فاصله این دره از اندیمشک، ۴۴ کیلومتر و از اهواز، ۱۸۹ کیلومتر است. دره ارواح از تهران ۶۸۰ کیلومتر فاصله دارد و برای رسیدن به آن از پایتخت باید حدود هشت ساعت رانندگی کنید.
مسیر اول: دسترسی از روستای بیشه بزان در منطقه شهیون و از طریق جاده شهیون دزفول (سمت چپ جاده مجاور در روستای بیشه بزان) آغاز می‌شود. پس از آن که از روستای پاقلعه در منطقه شهیون عبور کردید، حدود یک ساعت و نیم پیاده‌روی در پیش دارید تا به کول خرسون برسید.
مسیر دوم: دسترسی از روستای پاقلعه در منطقه شهیون و از طریق جاده شهیون دزفول آغاز می‌شود.
مسیر سوم: دسترسی از روستای اسلام آباد در منطقه چغامیش و از بلوار شهدای پلیس دزفول آغاز می‌شود.

## وجه تسمیه
هنوز کسی حتی مردم محلی دقیقا نمی‌داند که چرا نام این پدیده طبیعی را کول خرسون گذاشته‌اند. کلمه «کول» در زبان محلی به‌معنای دره بسیار باریک و تنگ است؛ اما درباره اضافه شدن کلمه خرسون، نظر قطعی وجود ندارد. برخی بر این باور هستند که در گذشته تعداد زیادی خرس در این منطقه زندگی می‌کردند که امروزه منقرض شدند و به همین دلیل است که خرسون در نام این دره دیده می‌شود.
درباره نام‌گذاری دره ارواح نیز هیچ نظریه قطعی وجود ندارد. برخی معتقد هستند که نام‌گذاری این دره به داستان‌های بومی و ترسناکی بازمی‌گردد که در طول سال‌ها سینه‌به‌سینه نقل شده است. برخی نیز بر این باور هستند که عبور از این تنگه بسیار خطرناک است و افراد بسیاری در آن جان خود را از دست داده‌اند؛ انسان‌هایی که روح آن‌ها در کول خرسون سرگردان است.

## پوشش و مناظر طبیعی
در ابتدای دره نخلستان کوچکی وجود دارد ولی به سمت انتهای دره درخت‌های از قبیل سدر و کُنار یافت می‌شود لازم است ذکر شود هرچه به مرکز دره نزدیک می‌شود گیاهان داروئی پرسیاوشان نیز یافت می‌شود. این دره مملو از باریک‌های ابی است که از دیواره‌های جریان دارند و حتی در سال‌های پر بارندگی این اب باریک‌ها به آبشار تبدیل می‌شوند و به دلیلی نزدیکی به کوهای زاگرس و نتابیدن نور خورشید و عبور اب از مرکز دره در گرم‌ترین فصل سال منطقه خوزستان حتی گاهی در این دره دما به زیر ۲۰ می‌رسد

## حوادث
در اواخر تیرماه ۱۳۹۶ یک تور گردشگری در این ناحیه دچار حادثه بدی گردید که بازخورد رسانه ای از مرگ ۵ گردشگر آن داشت.